# Miss Espanya

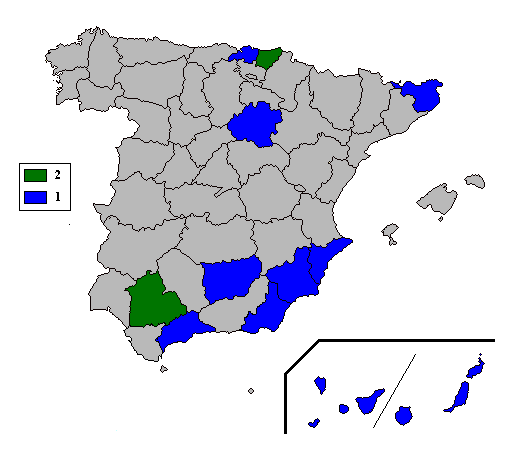
Províncies guanyadores de Miss Espanya des de 1995

El certamen Miss Espanya és un concurs de bellesa nacional d'Espanya des de l'any 1929. Es transmet actualment a tot el país per la cadena Telecinco, des del complex de vacances Marina d'Or, en la província de Castelló.

## Funcionament
Tota dona que vulgui participar en Miss Espanya ha de presentar-se davant una de les delegacions provincials de l'entitat, i informar-se sobre els requisits requerits per a aquest any, així com els mètodes de selecció que es portaran a terme en aquesta província. Una vegada sigui seleccionada per una delegació, passarà a representar a aquesta província en el certamen, que transcorrerà al llarg un mes, culminant en una final en la que se seleccionarà a la nova Miss Espanya.
Durant aquests dies previs a la gran gal·la de la bellesa nacional, les candidates realitzen activitats culturals pel país.
Cal destacar que fins a 1935 el títol rebia el nom de Senyoreta d'Espanya, mentre que a partir de 1961, any en què va guanyar Tita Cervera, ja es va emprar el nom Miss Espanya.